# Abormon praecalvum
Abormon praecalvum — вид прісноводних крабів родини Potamidae. Описаний у 2021 році.

## Назва
Назва виду походить від латинського «praecalvus», що означає «лисий», посилаючись наявність лише кількох розкиданих щетинок на панцирі та передньоножках краба.

## Поширення
Ендемік Індії. Відомий лише у національному парку Моулінг на Аборських пагорбах в окрузі Верхній Сіанг на півночі штату Аруначал-Прадеш.

## Опис
Невеликий краб, завдовжки до 14,5 мм. Панцир поперечно яйцеподібний. Спинна поверхня злегка опукла в передньому вигляді, морщиниста, з нечисленними щетинками.